# Fontys Journalistiek
De Fontys Journalistiek (FJ) in Tilburg werd in 1980 opgericht als Academie voor de Journalistiek. Daarna heette de school ook nog enige tijd Academie voor Journalistiek en Voorlichting (AJV) en Fontys Hogeschool voor Journalistiek.

## Geschiedenis
De school was oorspronkelijk een opleiding met een katholieke achtergrond, al waren er vanaf het begin onder de docenten discussies of er wel katholieke journalistiek bestond. Gaandeweg verloor ook hier de verzuiling bestaansrecht. Er wordt opgeleid op het gebied van zowel krant, tijdschrift en radio als televisie en internet (hbo-niveau).
De opleiding maakt nu deel uit van Fontys Hogeschool en werd hierdoor aanvankelijk genoemd als Fontys Hogeschool Journalistiek. In 2023 werd deze naam gewijzigd in Fontys Journalistiek. De hogeschool maakt deel uit van de European Journalism Training Association.
In februari 2023 verhuisde de opleiding van de Professor Gimbrèrelaan naar het MindLabs-gebouw in de Spoorzone, nabij Station Tilburg.

## Bekende oud-studenten
- Winfried Baijens
- Suzanne Bosman
- Sinan Can
- Pepijn Crone
- Bart Jan Cune
- Noortje Deutekom
- Mark Deuze
- Rick Evers
- Lidwien Gevers
- Arjan van der Giessen
- Dione de Graaff
- Mart Grol
- Thomas van Groningen
- Karin de Groot
- Gummbah
- Fiona Hering
- Arjen van der Horst
- Twan Huys
- Astrid Kersseboom
- Nicole van Kilsdonk
- Cindy de Koning
- Roland Koopman
- Jeroen Latijnhouwers
- Gio Lippens
- Justine Marcella
- Anouchka van Miltenburg
- Marjan Moolenaar
- Frank du Mosch
- Pepijn Nagtzaam
- Joris Otten
- Tim Overdiek
- Antoin Peeters
- Ghislaine Plag
- Art Rooijakkers
- Marcel van Roosmalen
- Peter Tetteroo
- Leon Verdonschot
- Bram Vermeulen
- Domien Verschuuren
- Maurice Verschuuren
- Hella van der Wijst
- Anton de Wit